# Visconde de Vila Garcia
Visconde de Vila Garcia é um título nobiliárquico, criado por D. João VI de Portugal, por Decreto de 3 de Julho de 1823, em favor de José Vaz Pereira Pinto Guedes, comendador da Ordem de Cristo. 
Titulares
1. José Vaz Pereira Pinto Guedes, 1.º Visconde de Vila Garcia;
2. Luís Vaz Guedes Pereira Pinto Bacelar Teles de Meneses e Melo de Morais Pimentel, 2.º Visconde de Vila Garcia.